# Viktors Koržeņevičs
Viktors Koržeņevičs est un joueur letton de volley-ball né le 9 juin 1986 à Riga (alors en URSS). Il mesure 2,03 m et joue central. Il est international letton.

## Clubs
| Club                 | De        | À         |
| -------------------- | --------- | --------- |
| SK Riga              | 2003-2004 | 2007-2008 |
| Santasport Rovaniemi | 2008-2009 | 2008-2009 |
| Unicaja Almería      | 2009-2010 | 2009-2010 |
| SCC Berlin           | 2010-2011 | 2010-2011 |
| Iraklis Salonique    | 2011-2012 | 2011-2012 |
| GFCO Ajaccio         | 2012-2013 | 2012-2013 |
| Rennes Volley 35     | 2013-2014 | ...       |

## Palmarès
- Championnat de Grèce (1)
  - Vainqueur : 2012
- Championnat d'Allemagne
  - Finaliste : 2011
- Championnat d'Espagne
  - Finaliste : 2010
- Championnat de Finlande (1)
  - Vainqueur : 2009
- Coupe de Grèce (1)
  - Vainqueur : 2012
- Coupe du Roi (1)
  - Vainqueur : 2010
- Coupe de Finlande
  - Finaliste : 2009
- Supercoupe d'Espagne (1)
  - Vainqueur : 2010